# Fruxo

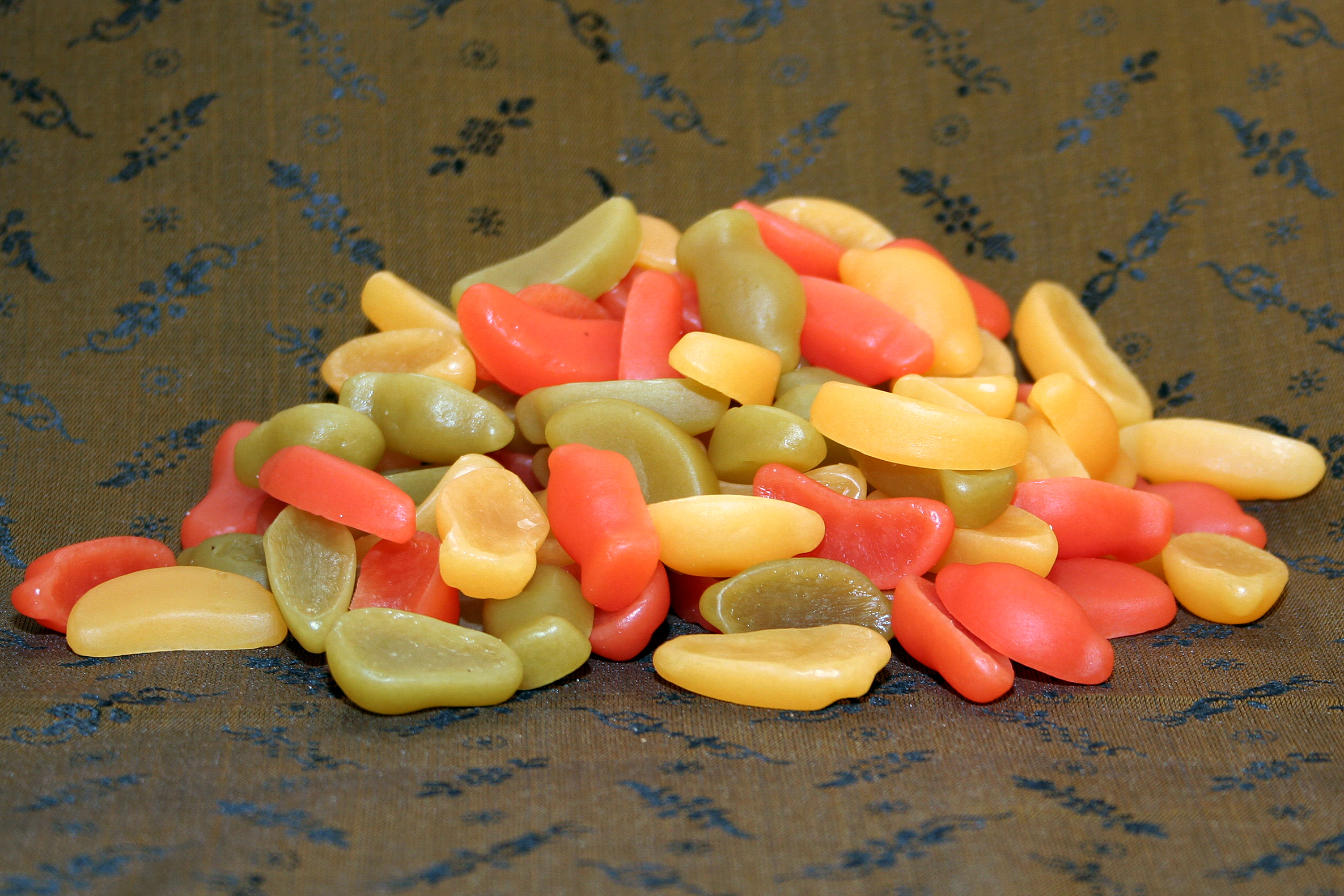
Fruxo

Fruxo är en typ av gelégodis med fruktsmak från Malaco. Fruxo har funnits sedan 1960. och tillverkades tidigare av Pix och därefter av Ahlgrens. De innehåller bland annat socker, vatten, gelatin,  glukossirap, mjölksyra, vegetabilisk olja, arom, bivax, karnaubavax och färgämnen. Godisbitarna, som är röda, gula och gröna, säljs i både tablettaskar och påsar. Förpackningarna är gröna med en röd kant och har tecknad frukt runt om produktnamnet skrivet i vitt, en jordgubbe, en citron, en apelsin, ett krusbär och en vinbärsklase. På de äldre askarna var bakgrunden mörkgrön, med texten Fruxo på en blå botten, med samma tecknade frukter runtom.